# Сикейра, Руй ди
Руй ди Сикейра (порт. Rui de Sequeira, даты рождения и смерти неизвестны, жил в XV веке) — португальский мореплаватель XV века, исследователь южной части территории современной Нигерии.
В конце 1472 года, совершая плавание вдоль западного побережья Африки (в районе так называемой Верхней Гвинеи), первым из португальских мореплавателей пересёк экватор (приблизительно в 1473 году). Изучил в общей сложности более 700 км так называемой Нижней Гвинеи, открыл вулкан Камерун и залив Камерун, устья рек Санага и Огове, эстуарий (лиман) Габон; крайней южной точкой, достигнутой в ходе его плавания, стал мыс Санта-Катарина. Установил географическое положение залива. Исследовал территорию Невольничьего Берега, установил географическое положение залива Биафра и приблизительные границы африканского государства Бенин. Главным результатом его плавания стало доказательство того, что побережье Африки продолжается к югу. Эти сведения на некоторое время задержали открытие португальцами морского пути в Индию.